# Saurauia punduana
Saurauia punduana là một loài thực vật thuộc họ Actinidiaceae. Nó là loài đặc hữu của Trung Quốc.